# Atlantic City Expressway (banda)
Atlantic City Expressway fue una banda de hard rock surgida a finales de 1977 como banda escolar. Sus principales integrantes fueron John Francis Bongiovi (guitarra y voz) y David Rashbaum (teclados).
En 1980 cambiaron su nombre a "The Rest". Después de hacer unos conciertos junto a bandas reconocidas y presentaciones en clubs, la banda se disuelve a medias y se convierte en 1983 en Bon Jovi, integrándose al grupo dos miembros de The Message, Richie Sambora y Alec John Such, y, posteriormente, Tico Torres.
- Datos: Q5710882